# Tostado (kommunhuvudort i Argentina)
Tostado är en kommunhuvudort i Argentina.   Den ligger i provinsen Santa Fe, i den norra delen av landet, 700 km nordväst om huvudstaden Buenos Aires. Tostado ligger 77 meter över havet och antalet invånare är 14 000.
Terrängen runt Tostado är mycket platt.
Trakten runt Tostado består i huvudsak av gräsmarker. Trakten runt Tostado är nära nog obefolkad, med mindre än två invånare per kvadratkilometer.